# Krasnoliczek żółtawy
Krasnoliczek żółtawy (Liocichla bugunorum) – gatunek ptaka z rodziny pekińczyków (Leiotrichidae). Występuje endemicznie w północno-wschodnich Indiach (trzy znane populacje w Eaglenest Wildlife Sanctuary w stanie Arunachal Pradesh) i przypuszczalnie w Bhutanie. Został naukowo opisany w 2006 roku. Jego naturalnym środowiskiem są krzewy, zarośla i rzadkie skupiska niskich drzew oraz sporadycznie obrzeża lasów.
RozmiaryDługość ciała około 22 cm, w tym długość ogona – 9,5 cm; długość skrzydła 8,5 cm.
StatusIUCN od 2014 roku uznaje krasnoliczka żółtawego za gatunek krytycznie zagrożony (CR, Critically Endangered); wcześniej, od 2007 roku był klasyfikowany jako gatunek narażony (VU – Vulnerable). Liczebność populacji szacuje się na 25–250 dorosłych osobników. Trend liczebności populacji nie jest znany. Główne zagrożenie to utrata i degradacja siedlisk.